# Малюта Василь Миколайович
Василь Миколайович Малюта (нар. 28 лютого 1975, Вінниця, УРСР) — молдовський та український футболіст, нападник.

## Життєпис
Народився у Вінниці, вихованець місцевої ДЮСШ «Нива». Дорослу футбольну кар'єру розпочав у 1992 році в складі «Ністру» (Атаки), згодом отримав молдовське громадянство. У команді відіграв чотири сезони, у сезоні 1993/94 років разом з колективом з Атак став фіналістом Кубок Молдови. У футболці «Ністру» зіграв 72 матчі та відзначився 17-а голами у чемпіонаті Молдови. Також у сезоні 1995/96 років відзначився 1 голом у футболці «Ністру-2» в чемпіонаті Молдови, ще 2-а голами відзначився у кубку України.
У 1996 році повертається до рідного міста, де підписує контракт з місцевою «Нивою». Дебютував у футболці вінницького клубу 24 липня 1996 року в програному (0:4) виїзному поєдинку 2-о туру Вищої ліги проти дніпропетровського «Дніпра». Василь вийшов на поле на 68-й хвилині, замінивши Олександра Любинського. У «Ниві» відіграв один сезон, за цей час у Вищій лізі провів 17 поєдинків, ще по 3 поєдинки зіграв у кубку України та в єврокубках.
У 1997 році повернувся до «Ністру», де відіграв півтора сезони. У 1999 році повернувся до України. Спочатку виступав за аматорський колектив «Кіровець» (Кам'янець-Подільський)(Могилів-Подільський. Напередодні початку сезону 1999/00 років перейшов до «Оболоні». Дебютував за столичну команду 11 квітня 2000 року в програному (0:1) виїзному поєдинку 23-о туру Першої ліги проти нікопольського «Металурга». Малюта вийшов на поле в стартовому складі, а на 25-й хвилині його замінив Сергій Петриченко. Дебютним голом у футболці «пивоварів» відзначився 20 вересня 2000 року на 74-й хвилині переможного (2:1) виїзного поєдинку 7-о туру групи Б Другої ліги проти СК «Херсон». Василь вийшов на поле в стартовому складі та відіграв увесь матч, а на 85-й хвилині отримав жовту картку. У команді провів два сезони, за цей час у першій та другій лігах зіграв 24 матчі та відзначився 3-а голами, ще 2 матчі провів у кубку України. У сезоні 2000/01 років виступав за фарм-клуб «пивоварів», «Оболонь-ППО-2» (10 матчів, 4 голи).
У 2001 році повернувся в «Ністру», за який зіграв 1 матч у єврокубках. У чемпіонаті та кубку країни за клуб з Атак не зіграв жодного поєдинку. По завершенні сезону 2001/02 років закінчив футбольну кар'єру.

## Досягнення
«Ністру» (Атаки)
- Кубок Молдови
  -  Фіналіст (1): 1993/94